# Jean Desvignes

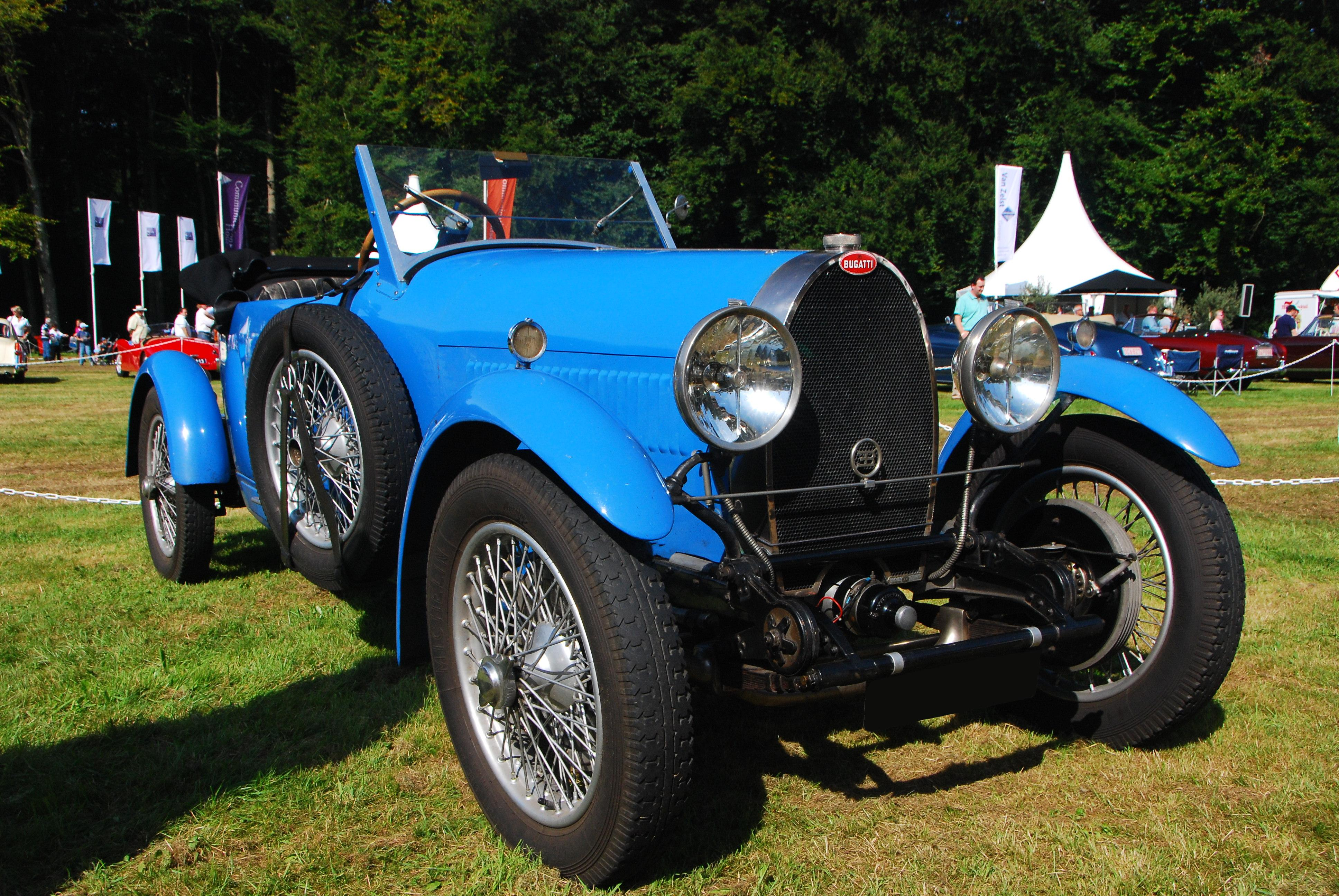
Auf einem Bugatti T44 bestritt Jean Desivgnes sein letztes Autorennen

Alexandre Joseph „Jean“ Desvignes (* 12. November 1900 in Mâcon; † 7. Juli 1935 in Jonchery-sur-Vesle) war ein französischer Autorennfahrer.

## Karriere als Rennfahrer
Jean Desvignes war in den 1930er-Jahren vor allem als Sportwagen-Rennfahrer aktiv. Zweimal startete er beim 24-Stunden-Rennen von Le Mans. 1934 erreichte er gemeinsam mit Norbert-Jean Mahé in dessen Bugatti Typ 44 den neunten Gesamtrang. Ein Jahr später fuhr er den Alfa Romeo 6C von Guy Weisweiller, der auch sein Teampartner war. Das Duo kam als Gesamtsechster ins Ziel und gewann die Rennklasse für Fahrzeuge bis 2 Liter Hubraum. Weitere Erfolge gelangen ihm auf dem Circuit de Spa-Francorchamps, wo er 1933 Gesamtvierter beim 24-Stunden-Rennen von Spa-Francorchamps wurde. 1934 gewann er in Spa das 10-Stunden-Rennen.
Jean Desvignes starb am 7. Juli 1935 bei einem Autounfall in Jonchery-sur-Vesle. Er war auf der Rückfahrt vom Grand Prix de la Marne auf dem Circuit de Reims-Gueux, den er auf einem Bugatti Type 44 als Fünfter beendet hatte (Sieger René Dreyfus auf Alfa Romeo).

## Statistik

### Le-Mans-Ergebnisse
| Jahr | Team              | Fahrzeug       | Teamkollege       | Platzierung            | Ausfallgrund |
| ---- | ----------------- | -------------- | ----------------- | ---------------------- | ------------ |
| 1934 | Norbert-Jean Mahé | Bugatti Typ 44 | Norbert-Jean Mahé | Rang 9                 |              |
| 1935 | Guy Weisweiller   | Alfa Romeo 6C  | Guy Weisweiller   | Rang 6 und Klassensieg |              |